# سبلیپاز آلفا
سبـِلیپاز آلفا (انگلیسی: Sebelipase alfa) با نام تجاری کانوما یک نسخهٔ نوترکیب از آنزیم لیزوزومال لیپاز (LAL) است که در سال ۲۰۱۵ میلادی در ایالات متحده آمریکا و اروپا برای درمان بیماری ولمن (LAL-D) مورد تأیید قرار گرفت.  این دارو توسط شرکت دارویی «سیناجیوا» که اکنون بخشی از الکشن فارمسیوتیکالز است تولید شد. 
به منظور ساختِ این دارو، مرغ‌ها را به گونه‌ای دستکاری ژنتیکی می‌کنند که نوعِ نوترکیب از آنزیم را (rhLAL) در سفیده تخم‌مرغ‌شان تولید کنند. پس از جداسازی و تغلیظ، این آنزیم به‌عنوان دارو، به بازار عرضه می‌شود.
سازمان غذا و دارو آمریکا این دارو را در سال ۲۰۰۸ میلادی مورد پذیرش قرار داد و قیمت تخمینی آن در آن زمان، ۳۷۵٬۰۰۰ دلار آمریکا در سال بود. این نخستین و تنها دارویی بود که تا آن زمان، در تخم‌مرغ تهیه می‌شد تا بعداً در انسان استفاده شود.
سبـِلیپاز آلفا در بیمارانی که نوعِ پیشروندهِ بیماری ولمن را دارند هفته‌ای یک مرتبه، به‌مدت ۶ ماه، از طریق تزریق وریدی تجویز می‌شود. در بیمارانی که به فرم پیشروندهٔ بیماری مبتلا نیستند، دارو به صورت دوهفته‌یکبار تزریق می‌گردد.